# Karl Jonas Mylius

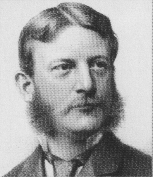
Karl Jonas Mylius

Karl Jonas Mylius, född 6 september 1839 i München, död där 27 april 1883, var en tysk arkitekt.
Mylius studerade vid Polytechnikum i Zürich under Gottfried Semper samt vistades 1863-65 i Italien, varefter han slog sig ned i Frankfurt am Main. Han arbetade där sedan 1871 i gemenskap med Alfred Friedrich Bluntschli och utvecklade en livlig verksamhet inom både privat och offentlig byggnadskonst. Bland hans verk kan nämnas Diakonisshuset och Johann Christian Senckenbergs bibliotek i Frankfurt.